# Elecciones a las Cortes de Castilla y León de 1999
Las elecciones a las Cortes de Castilla y León de 1999 se celebraron el 13 de junio de dicho año. En estas elecciones las Cortes pierden un escaño por la provincia de León, quedando el número total de procuradores en 83. En estas elecciones, el partido castellanista Tierra Comunera logró entrar en la Cámara autonómica gracias a un procurador obtenido por la provincia de Burgos. IU pierde 4 representantes, los cuales van a parar principalmente al PSOE. Tras los resultados, sigue al frente de la Junta de Castilla y León Juan José Lucas con el apoyo del PP. Tras su nombramiento como ministro de la Presidencia en 2001, Juan Vicente Herrera toma las riendas de la Junta de Castilla y León hasta el final de la legislatura, manteniendo el apoyo parlamentario del PP.
| ← Elecciones a las Cortes de Castilla y León de 1999 → |                                                                                  |                           |         |       |         |     |
| Presidente y gobierno | Partido                                                                          | Candidato                 | Votos   | %     | Escaños | +/- |
| - Presidente: Juan José Lucas (1999-2001) Juan Vicente Herrera (2001-2003) - Gobierno: PP - Censo: 2.110.422 - Votantes: 1.464.809 (69,4%) - Abstención: 645.613 (30,6%) - Válidos: 1.450.853 - A candidatura: 1.411.863 (97,3%) - Escaños: 83 | Partido Popular (PP)                                                             | Juan José Lucas           | 733.557 | 51,96 | 48      | -2  |
| - Presidente: Juan José Lucas (1999-2001) Juan Vicente Herrera (2001-2003) - Gobierno: PP - Censo: 2.110.422 - Votantes: 1.464.809 (69,4%) - Abstención: 645.613 (30,6%) - Válidos: 1.450.853 - A candidatura: 1.411.863 (97,3%) - Escaños: 83 | Partido Socialista Obrero Español (PSOE)                                         | Jaime González            | 478.060 | 33,86 | 30      | +3  |
| - Presidente: Juan José Lucas (1999-2001) Juan Vicente Herrera (2001-2003) - Gobierno: PP - Censo: 2.110.422 - Votantes: 1.464.809 (69,4%) - Abstención: 645.613 (30,6%) - Válidos: 1.450.853 - A candidatura: 1.411.863 (97,3%) - Escaños: 83 | Izquierda Unida de Castilla y León (IU-CYL)                                      | José Antonio Herreros     | 78.933  | 5,59  | 1       | -4  |
| - Presidente: Juan José Lucas (1999-2001) Juan Vicente Herrera (2001-2003) - Gobierno: PP - Censo: 2.110.422 - Votantes: 1.464.809 (69,4%) - Abstención: 645.613 (30,6%) - Válidos: 1.450.853 - A candidatura: 1.411.863 (97,3%) - Escaños: 83 | Unión del Pueblo Leonés (UPL)                                                    | Joaquín Otero             | 53.791  | 3,81  | 3       | +1  |

Resultados por provincia y ciudad

| - Presidente: Juan José Lucas (1999-2001) Juan Vicente Herrera (2001-2003) - Gobierno: PP - Censo: 2.110.422 - Votantes: 1.464.809 (69,4%) - Abstención: 645.613 (30,6%) - Válidos: 1.450.853 - A candidatura: 1.411.863 (97,3%) - Escaños: 83 | Tierra Comunera-Partido Nacionalista Castellano (TC-PNC)                         | Juan Carlos Rad Moradillo | 20.063  | 1,42  | 1       | +1  |
| - Presidente: Juan José Lucas (1999-2001) Juan Vicente Herrera (2001-2003) - Gobierno: PP - Censo: 2.110.422 - Votantes: 1.464.809 (69,4%) - Abstención: 645.613 (30,6%) - Válidos: 1.450.853 - A candidatura: 1.411.863 (97,3%) - Escaños: 83 | Unidad Regionalista de Castilla y León (URCL)                                    |                           | 10.985  | 0,78  | 0       |     |
| - Presidente: Juan José Lucas (1999-2001) Juan Vicente Herrera (2001-2003) - Gobierno: PP - Censo: 2.110.422 - Votantes: 1.464.809 (69,4%) - Abstención: 645.613 (30,6%) - Válidos: 1.450.853 - A candidatura: 1.411.863 (97,3%) - Escaños: 83 | Unión Centrista-Centro Democrático y Social (UC-CDS)                             |                           | 10.171  | 0,72  | 0       |     |
| - Presidente: Juan José Lucas (1999-2001) Juan Vicente Herrera (2001-2003) - Gobierno: PP - Censo: 2.110.422 - Votantes: 1.464.809 (69,4%) - Abstención: 645.613 (30,6%) - Válidos: 1.450.853 - A candidatura: 1.411.863 (97,3%) - Escaños: 83 | Candidatura Independiente por Valladolid (CI)                                    |                           | 6.827   | 0,48  | 0       |     |
| - Presidente: Juan José Lucas (1999-2001) Juan Vicente Herrera (2001-2003) - Gobierno: PP - Censo: 2.110.422 - Votantes: 1.464.809 (69,4%) - Abstención: 645.613 (30,6%) - Válidos: 1.450.853 - A candidatura: 1.411.863 (97,3%) - Escaños: 83 | Partido de El Bierzo (PDB)                                                       |                           | 3.644   | 0,26  | 0       |     |
| - Presidente: Juan José Lucas (1999-2001) Juan Vicente Herrera (2001-2003) - Gobierno: PP - Censo: 2.110.422 - Votantes: 1.464.809 (69,4%) - Abstención: 645.613 (30,6%) - Válidos: 1.450.853 - A candidatura: 1.411.863 (97,3%) - Escaños: 83 | Partido Demócrata Español (PADE)                                                 |                           | 3.165   | 0,22  | 0       |     |
| - Presidente: Juan José Lucas (1999-2001) Juan Vicente Herrera (2001-2003) - Gobierno: PP - Censo: 2.110.422 - Votantes: 1.464.809 (69,4%) - Abstención: 645.613 (30,6%) - Válidos: 1.450.853 - A candidatura: 1.411.863 (97,3%) - Escaños: 83 | Partido Regionalista del País Leonés (PREPAL)                                    |                           | 2.912   | 0,21  | 0       |     |
| - Presidente: Juan José Lucas (1999-2001) Juan Vicente Herrera (2001-2003) - Gobierno: PP - Censo: 2.110.422 - Votantes: 1.464.809 (69,4%) - Abstención: 645.613 (30,6%) - Válidos: 1.450.853 - A candidatura: 1.411.863 (97,3%) - Escaños: 83 | Partido Humanista (PH)                                                           |                           | 2.232   | 0,16  | 0       |     |
| - Presidente: Juan José Lucas (1999-2001) Juan Vicente Herrera (2001-2003) - Gobierno: PP - Censo: 2.110.422 - Votantes: 1.464.809 (69,4%) - Abstención: 645.613 (30,6%) - Válidos: 1.450.853 - A candidatura: 1.411.863 (97,3%) - Escaños: 83 | Unión Salmantina Independiente (USI)                                             |                           | 1.779   | 0,13  | 0       |     |
| - Presidente: Juan José Lucas (1999-2001) Juan Vicente Herrera (2001-2003) - Gobierno: PP - Censo: 2.110.422 - Votantes: 1.464.809 (69,4%) - Abstención: 645.613 (30,6%) - Válidos: 1.450.853 - A candidatura: 1.411.863 (97,3%) - Escaños: 83 | Unión del Pueblo Zamorano (UPZ)                                                  |                           | 3.284   | 0,22  | 0       |     |
| - Presidente: Juan José Lucas (1999-2001) Juan Vicente Herrera (2001-2003) - Gobierno: PP - Censo: 2.110.422 - Votantes: 1.464.809 (69,4%) - Abstención: 645.613 (30,6%) - Válidos: 1.450.853 - A candidatura: 1.411.863 (97,3%) - Escaños: 83 | Los Verdes-Grupo Verde (LV-GV)                                                   |                           | 1.367   | 0,10  | 0       |     |
| - Presidente: Juan José Lucas (1999-2001) Juan Vicente Herrera (2001-2003) - Gobierno: PP - Censo: 2.110.422 - Votantes: 1.464.809 (69,4%) - Abstención: 645.613 (30,6%) - Válidos: 1.450.853 - A candidatura: 1.411.863 (97,3%) - Escaños: 83 | Falange Española de las JONS (FE-JONS)                                           |                           | 997     | 0,07  | 0       |     |
| - Presidente: Juan José Lucas (1999-2001) Juan Vicente Herrera (2001-2003) - Gobierno: PP - Censo: 2.110.422 - Votantes: 1.464.809 (69,4%) - Abstención: 645.613 (30,6%) - Válidos: 1.450.853 - A candidatura: 1.411.863 (97,3%) - Escaños: 83 | Los Verdes (LV)                                                                  |                           | 777     | 0,06  | 0       |     |
| - Presidente: Juan José Lucas (1999-2001) Juan Vicente Herrera (2001-2003) - Gobierno: PP - Censo: 2.110.422 - Votantes: 1.464.809 (69,4%) - Abstención: 645.613 (30,6%) - Válidos: 1.450.853 - A candidatura: 1.411.863 (97,3%) - Escaños: 83 | Partido de los Autónomos de España-Agrupaciones Independientes Españolas (PAE-I) |                           | 560     | 0,04  | 0       |     |
| - Presidente: Juan José Lucas (1999-2001) Juan Vicente Herrera (2001-2003) - Gobierno: PP - Censo: 2.110.422 - Votantes: 1.464.809 (69,4%) - Abstención: 645.613 (30,6%) - Válidos: 1.450.853 - A candidatura: 1.411.863 (97,3%) - Escaños: 83 | Partido Comunista de los Pueblos de España (PCPE)                                |                           | 283     | 0,02  | 0       |     |
| - Presidente: Juan José Lucas (1999-2001) Juan Vicente Herrera (2001-2003) - Gobierno: PP - Censo: 2.110.422 - Votantes: 1.464.809 (69,4%) - Abstención: 645.613 (30,6%) - Válidos: 1.450.853 - A candidatura: 1.411.863 (97,3%) - Escaños: 83 | Partido Nacionalista de Castilla y León (PANCAL)                                 |                           | 276     | 0,02  | 0       |     |
| - Presidente: Juan José Lucas (1999-2001) Juan Vicente Herrera (2001-2003) - Gobierno: PP - Censo: 2.110.422 - Votantes: 1.464.809 (69,4%) - Abstención: 645.613 (30,6%) - Válidos: 1.450.853 - A candidatura: 1.411.863 (97,3%) - Escaños: 83 | En blanco                                                                        | N/A                       | 38.990  | 2,7   | N/A     | N/A |
| - Presidente: Juan José Lucas (1999-2001) Juan Vicente Herrera (2001-2003) - Gobierno: PP - Censo: 2.110.422 - Votantes: 1.464.809 (69,4%) - Abstención: 645.613 (30,6%) - Válidos: 1.450.853 - A candidatura: 1.411.863 (97,3%) - Escaños: 83 | Nulos                                                                            | N/A                       |         |       | N/A     | N/A |

Datos generales
| Provincia  | Participación | Votos en blanco | Votos nulos |
| ---------- | ------------- | --------------- | ----------- |
| Ávila      | 76,50 %       | 1,74%           | 0,86%       |
| Burgos     | 69,56%        | 1,99%           | 0,65%       |
| León       | 70,01%        | 1,28%           | 0,49%       |
| Palencia   | 72,75%        | 2,03%           | 0,94%       |
| Salamanca  | 70,47%        | 1,74%           | 0,57%       |
| Segovia    | 75,14%        | 2,30%           | 0,81%       |
| Soria      | 67,36%        | 2,46%           | 0,86%       |
| Valladolid | 71,79%        | 1,92%           | 0,53%       |
| Zamora     | 72,36%        | 1,63%           | 0,76%       |
| Total      | 71,39%        | 1,79%           | 0,64%       |

Reparto de escaños
| Provincia  | PP | PSOE | IU | UPL | TC-PNC | TOTAL |
| ---------- | -- | ---- | -- | --- | ------ | ----- |
| Ávila      | 5  | 2    | 0  | 0   | 0      | 7     |
| Burgos     | 6  | 4    | 0  | 0   | 1      | 11    |
| León       | 6  | 5    | 0  | 3   | 0      | 14    |
| Palencia   | 4  | 3    | 0  | 0   | 0      | 7     |
| Salamanca  | 7  | 4    | 0  | 0   | 0      | 11    |
| Segovia    | 4  | 2    | 0  | 0   | 0      | 6     |
| Soria      | 3  | 2    | 0  | 0   | 0      | 5     |
| Valladolid | 8  | 5    | 1  | 0   | 0      | 14    |
| Zamora     | 5  | 3    | 0  | 0   | 0      | 8     |
| Total      | 48 | 30   | 1  | 3   | 1      | 83    |

## Elección e investidura del Presidente de la Junta
Las votaciones para la investidura del Presidente de la Junta en las Cortes de Castilla y León tuvieron el siguiente resultado:
| Candidato                 | Fecha                                                   | Voto       |    |    | UPL |   | TNC-PNC | Total |
| ------------------------- | ------------------------------------------------------- | ---------- | -- | -- | --- | - | ------- | ----- |
| Juan José Lucas (PP)      | 13 de julio de 1999 Mayoría requerida: Absoluta (42/83) | Sí         | 48 |    |     |   |         | 48/83 |
| Juan José Lucas (PP)      | 13 de julio de 1999 Mayoría requerida: Absoluta (42/83) | No         |    | 30 | 3   | 1 | 1       | 35/83 |
| Juan José Lucas (PP)      | 13 de julio de 1999 Mayoría requerida: Absoluta (42/83) | Abstención |    |    |     |   |         | 0/83  |
| Juan Vicente Herrera (PP) | 15 de marzo de 2001 Mayoría requerida: Absoluta (42/83) | Sí         | 48 |    |     |   |         | 48/83 |
| Juan Vicente Herrera (PP) | 15 de marzo de 2001 Mayoría requerida: Absoluta (42/83) | No         |    | 30 | 3   | 1 |         | 34/83 |
| Juan Vicente Herrera (PP) | 15 de marzo de 2001 Mayoría requerida: Absoluta (42/83) | Abstención |    |    |     |   | 1       | 1/83  |